# Loxostege frustalis
Loxostege frustalis là một loài bướm đêm trong họ Crambidae.